# Savanopulex
Savanopulex är ett släkte av insekter. Savanopulex ingår i familjen Caliscelidae.
Kladogram enligt Catalogue of Life:
| Savanopulex | \| \| Savanopulex chloe \| \| \| \| \| \| Savanopulex endroedyi \| \| \| \| |
|             | \| \| Savanopulex chloe \| \| \| \| \| \| Savanopulex endroedyi \| \| \| \| |
|             | Savanopulex chloe                                                           |
|             |                                                                             |
|             | Savanopulex endroedyi                                                       |
|             |                                                                             |